# Sudamericano de Rugby A 2001
El Sudamericano de Rugby A del 2001 se desarrolló durante octubre y noviembre de ese año.
Organizada por la Confederación Sudamericana de Rugby y con la participación de 4 selecciones nacionales fue un torneo en que se enfrentaron todos contra todos en una sola ronda. Como no se fijó sede, se le concedió a cada equipo al menos un partido en su casa.

## Equipos participantes
- Selección de rugby de Argentina (Los Pumas)
- Selección de rugby de Chile (Los Cóndores)
- Selección de rugby de Paraguay (Los Yacarés)
- Selección de rugby de Uruguay (Los Teros)

## Posiciones
| Pos. | Equipo    | Encuentros | Encuentros | Encuentros | Encuentros | Tantos  | Tantos    | Tantos     | Puntos |
| Pos. | Equipo    | jugados    | ganados    | empatados  | perdidos   | a favor | en contra | diferencia | Puntos |
| ---- | --------- | ---------- | ---------- | ---------- | ---------- | ------- | --------- | ---------- | ------ |
| 1    | Argentina | 3          | 3          | 0          | 0          | 174     | 45        | + 129      | 9      |
| 2    | Uruguay   | 3          | 2          | 0          | 1          | 95      | 78        | + 17       | 7      |
| 3    | Chile     | 3          | 1          | 0          | 2          | 78      | 68        | + 10       | 5      |
| 4    | Paraguay  | 3          | 0          | 0          | 3          | 23      | 179       | - 156      | 3      |

Nota: Se otorgan 3 puntos al equipo que gane un partido, 2 al que empate y 1 al que pierda

## Resultados[1]
| 6 de octubre | Uruguay | 62 - 8 | Paraguay | cancha del Carrasco Polo Club, Montevideo, Uruguay |  |

| 13 de octubre | Uruguay | 26 - 7  | Chile | cancha del Old Christians Club, Montevideo, Uruguay |  |
|               |         | Reporte |       |                                                     |  |

| 27 de octubre | Chile | 48 - 0 | Paraguay |  |  |

| 10 de noviembre | Paraguay | 15 - 69 | Argentina |  |  |

| 17 de noviembre | Chile | 23 - 42 | Argentina |  |  |

| 24 de noviembre | Argentina | 63 - 7 | Uruguay | cancha de La Plata Rugby Club, Buenos Aires, Argentina |  |

| Bandera de Argentina    |
| Campeón Argentina       |
| Vigésimo segundo título |